# Duquesa de Westminster
Duquesa de Westminster é um título atribuído à esposa do Duque de Westminster, um título existente no Pariato do Reino Unido, criado em 1874 pela Rainha Vitória. A titular atual é Olivia Henson, esposa de Hugh Grosvenor, 7º Duque de Westminster, desde o seu casamento em 2024.

## Duquesas de Westminster
| Nome                               | Nascimento             | Casamento               | Tornou-se Duquesa de Westminster | Cônjuge                                    | Falecimento            | Deixou de ser Duquesa de Westminster | Razão pela qual deixou de ser Duquesa |
| ---------------------------------- | ---------------------- | ----------------------- | -------------------------------- | ------------------------------------------ | ---------------------- | ------------------------------------ | ------------------------------------- |
| Constance Sutherland-Leveson-Gower | 16 de junho de 1834    | 28 de abril de 1852     | 27 de fevereiro de 1874          | Hugh Grosvenor, 1.º Duque de Westminster   | 19 de dezembro de 1880 | 19 de dezembro de 1880               | Faleceu                               |
| Katherine Cavendish                | 1857                   | 19 de julho de 1882     | 19 de julho de 1882              | Hugh Grosvenor, 1.º Duque de Westminster   | 19 de dezembro de 1941 | 22 de dezembro de 1899               | Morte do marido                       |
| Constance Cornwallis-West          | 16 de maio de 1875     | 16 de fevereiro de 1901 | 16 de fevereiro de 1901          | Hugh Grosvenor, 2.º Duque de Westminster   | 21 de janeiro de 1970  | 19 de dezembro de 1919               | Divórcio                              |
| Violet Nelson                      | 1891                   | 26 de novembro de 1920  | 26 de novembro de 1920           | Hugh Grosvenor, 2.º Duque de Westminster   | 21 de janeiro de 1970  | 1926                                 | Divórcio                              |
| Loelia Ponsonby                    | 6 de fevereiro de 1902 | 20 de fevereiro de 1930 | 20 de fevereiro de 1930          | Hugh Grosvenor, 2.º Duque de Westminster   | 1 de novembro de 1993  | 1947                                 | Divórcio                              |
| Anne Sullivan                      | 13 de abril de 1915    | 7 de fevereiro de 1947  | 7 de fevereiro de 1947           | Hugh Grosvenor, 2.º Duque de Westminster   | 31 de agosto de 2003   | 19 de julho de 1953                  | Morte do marido                       |
| Sally Perry                        | 1909                   | 11 de abril de 1945     | 19 de julho de 1953              | Gerald Grosvenor, 4.º Duque de Westminster | 30 de maio de 1990     | 25 de fevereiro de 1967              | Morte do marido                       |
| Viola Lyttelton                    | 10 de junho de 1912    | 3 de dezembro de 1946   | 25 de fevereiro de 1967          | Robert Grosvenor, 5.º Duque de Westminster | 3 de maio de 1987      | 19 de fevereiro de 1979              | Morte do marido                       |
| Natalia Phillips                   | 8 de maio de 1959      | 7 de outubro de 1978    | 19 de fevereiro de 1979          | Gerald Grosvenor, 6.º Duque de Westminster | Viva                   | 9 de agosto de 2016                  | Morte do marido                       |
| Olivia Henson                      | 1 de setembro de 1992  | 7 de junho de 2024      | 7 de junho de 2024               | Hugh Grosvenor, 7.º Duque de Westminster   | Titular                | Titular                              | Titular                               |

## Duques de Westminster que não casaram
- William Grosvenor, 3.º Duque de Westminster, faleceu em 1963, solteiro e sem filhos. Portanto, não houve duquesa consorte durante este período.